# Замок Ісланд
Замок Кастлісланд (англ. Castleisland Castle, ірл. Caisleán an Oileán Ciarraí) — замок Острова, замок Ойлен Кіаррай, замок Людей Кіара — один із замків Ірландії, розташований в графстві Керрі, в одноіменному місті Кастлісланд. Нині замок лежить в руїнах. Географічні координати замку: 52,2307°N 9,4647°W.

## Історія замку Кастлісланд
Замок Кастлісланд був оплотом влади королів Десманда а потім графів Десмонд в Керрі. Замок отримав свою назву — замок Острова Керрі від свого призначення — бути оплотом влади королів в землях Керрі. Замок побудував у 1226 році Джеффрі Моріс (де Маріско), що був лорд-юстиціарієм Ірландії в часи правління короля Англії Генріха ІІІ. Земля навколо замку стала островом, коли рів навколо замку з'єднали з річкою Майн.
Через 120 років після побудови замок захопили війська графа Десмонда. У 1345 році граф Десмонд дарував замок серу Юстасу де ла Пер — своєму васалу. Потім замок захопив сер Ральф Уффорд — лорд-юстиціарій Ірландії, ставленик короля Англії. Сер Юстас та інші лицарі, що йому служили були захоплені в полон і страчені. Про подальшу історію замку відомо мало. Від замку лишилися одні руїни. Серед цих руїн є башта Маріско, що стоїть на західному кінці міста по дорозі на Кілларні.
У 1823 році замок і оточуючі землі належали лорду Гедлі. Він зробив все можливе щоб якось поліпшити життя у цьому на той час занедбаному краї. Зокрема, він прокладав дороги між селищем і фермами.
На початку 1920 років спалахнула війна за незалежність Ірландії. Біля замку Кастлісланд йшли бої між «чорно-коричневими» та Ірландською республіканською армією (ІРА). 9 травня 1921 року бійці ІРА знищили двох солдат Королівської ірландської поліції (КІП). 10 липня того ж року відбувся бій біля замку під час якого загинуло 4 британських солдатів і 5 бійців ІРА.